# Johann Lohel

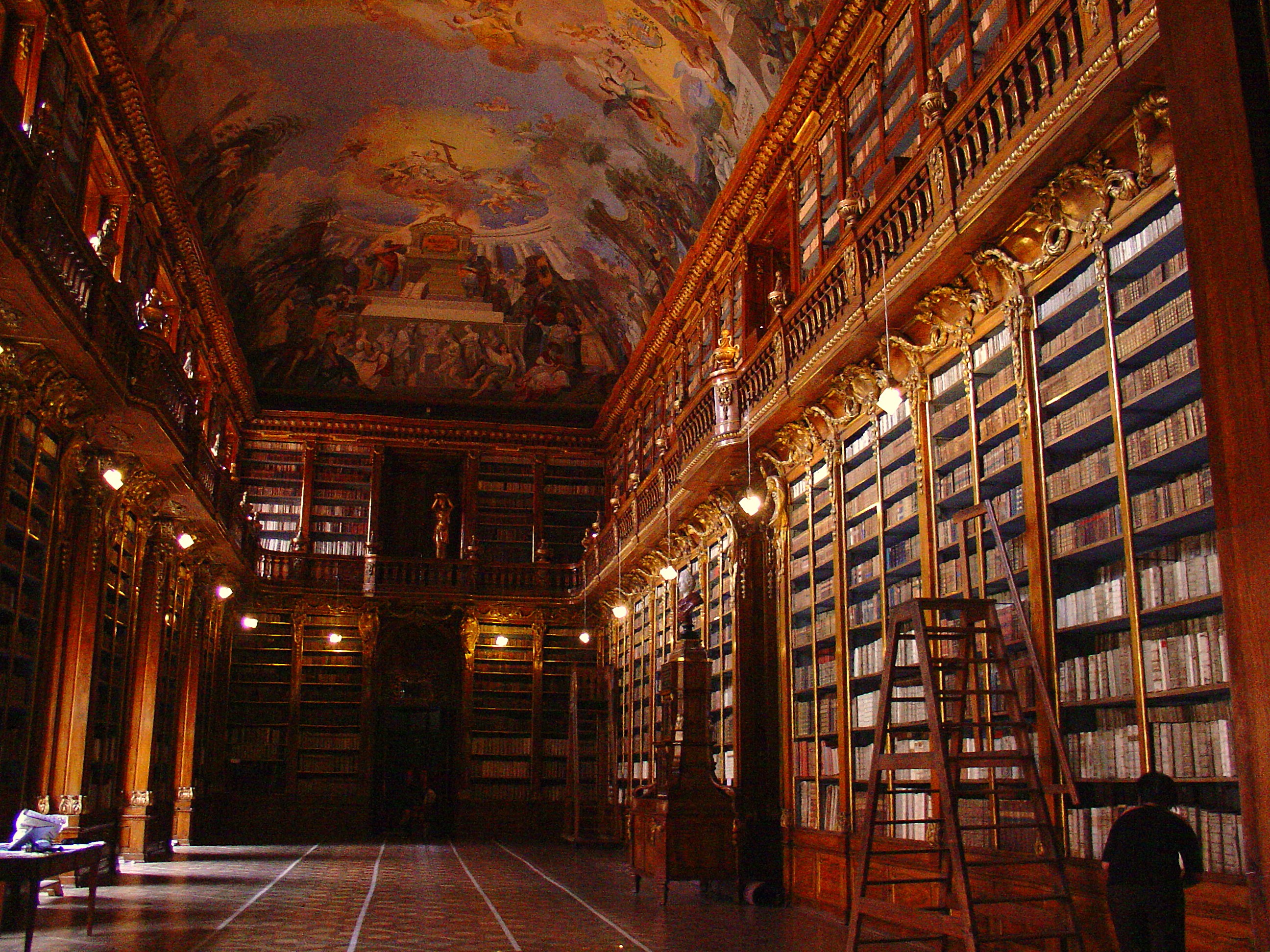
Salle philosophique du monastère de Strahov

Johann (ou Jan) Lohel (1549-2 novembre 1622) était un chanoine prémontré tchèque, archevêque de Prague à partir de 1612. Né à Eger, il entra au monastère prémontré de Teplá, puis étudia au collège jésuite de Prague, le Clementinum. 
Il se signala par son action missionnaire dans sa région natale, puis, élu abbé du monastère de Strahov, il s'attacha à en relever la réputation, notamment en y construisant une prestigieuse bibliothèque. Nommé archevêque de Prague en 1612, ce propagateur des réformes tridentines dut néanmoins quitter la Bohême lors du soulèvement de 1618.